# Melampsoraceae
De Melampsoraceae zijn een familie van schimmels, die behoren tot de roesten. De familie is monotypisch en bevat enkel het geslacht Melampsora, dat ruim 100 soorten bevat.

## In Nederland waargenomen soorten
- Genus: Melampsora
  - Melampsora allii-fragilis - (Look-wilgenroest)
  - Melampsora allii-populina - (Look-populierenroest)
  - Melampsora amygdalinae - (Amandelwilgroest)
  - Melampsora caprearum - (Lariks-wilgenroest)
  - Melampsora epitea - (Waardrijke wilgenroest)
  - Melampsora euphorbiae - (Wolfsmelkroest)
  - Melampsora helioscopiae - (Kroontjeskruidroest)
  - Melampsora hypericorum - (Hertshooiroest)
  - Melampsora larici-populina - (Lariks-populierenroest)
  - Melampsora laricis-pentandrae - (Kraakwilgroest)
  - Melampsora lini - (Vlasroest)
  - Melampsora populnea - (Veelhuizige populierenroest)
  - Melampsora ribesii-viminalis - (Ribes-Katwilgroest)
  - Melampsora salicis-albae - (Daslook-schietwilgroest)